# Moussy-sur-Aisne
Pour les articles homonymes, voir Moussy.
Moussy-sur-Aisne est une localité de Moussy-Verneuil et une ancienne commune française, située dans le département de l'Aisne en région Hauts-de-France.

## Géographie
La commune avait une superficie de 1,83 km2.

## Histoire
La commune de Moussy-sur-Aisne a été créée lors de la Révolution française. Considérée comme détruite lors de la Première Guerre mondiale, le décret du 9 septembre 1923 supprime la commune et la rattache à la commune voisine de Verneuil-Courtonne. La nouvelle entité prend alors le nom de Moussy-Verneuil.

## Administration
Jusqu'à sa suppression en 1923, la commune faisait partie du canton de Craonne dans le département de l'Aisne. Elle appartenait aussi à l'arrondissement de Laon depuis 1801 et au district de Laon entre 1790 et 1795. La liste des maires d'Ailles est :
| Période                                  | Période | Identité | Étiquette | Qualité |
| ---------------------------------------- | ------- | -------- | --------- | ------- |
|                                          |         |          |           |         |
| Les données manquantes sont à compléter. |         |          |           |         |

## Démographie
Jusqu'en 1923, la démographie de Moussy-sur-Aisne était :
| 1793 | 1800 | 1806 | 1821 | 1831 | 1836 | 1841 | 1846 | 1851 |
| ---- | ---- | ---- | ---- | ---- | ---- | ---- | ---- | ---- |
| 136  | 158  | 158  | 123  | 148  | 160  | 151  | 148  | 139  |

| 1856 | 1861 | 1866 | 1872 | 1876 | 1881 | 1886 | 1891 | 1896 |
| ---- | ---- | ---- | ---- | ---- | ---- | ---- | ---- | ---- |
| 143  | 134  | 110  | 120  | 119  | 118  | 110  | 109  | 100  |

| 1901 | 1906 | 1911 | 1921 | - | - | - | - | - |
| ---- | ---- | ---- | ---- | - | - | - | - | - |
| 101  | 86   | 95   | 0    | - | - | - | - | - |